# 工藤・藤川彗星
工藤・藤川彗星（くどう・ふじかわすいせい、英語: Comet Kudo-Fujikawa）は、2002年に発見され、2003年に近日点を通過した長周期彗星。

## 発見
2002年12月14日の朝、熊本県のアマチュア天文家工藤哲生は、私設の観測所で写真撮影の合間に彗星捜索を行っていたところ、午前4時前に集光のある9等級、2分角の彗星状天体をうしかい座に発見し、5時過ぎに移動を確認した。大型双眼鏡（ニコン12cm双眼鏡I型20倍）による眼視発見であった。翌日さらに移動を確認し、洲本市の中野主一（天文電報中央局・小惑星センターアソシエイツ）を通じて天文電報中央局に新彗星の発見を報告した。
一方、香川県の藤川繁久は、15日の朝、自宅近くの観測所で彗星捜索を始めたところ、5時35分頃に明るく拡散した9等級、4分角の彗星状天体を発見した。自作の16cmf/6ニュートン反射、エルフレ32mmによる眼視発見であった。5時54分にスケッチにより移動を確認し、国立天文台の渡部潤一を通じて発見を報告した。
新彗星は工藤の発見報告の直後から各地で確認観測が行われ、16日に「工藤・藤川彗星（C/2002 X5）」として公表され、太陽観測衛星SOHOが撮影した11月6日～13日のSWANにより得られた画像から10～11等級の発見前の画像も見つかった。

### 発見時の話題
工藤による新彗星発見は初めて。3年前から彗星捜索を始めていたが、機材を準備中で、本格的に捜索を開始しようとした矢先での発見であった。発見日の移動確認後すぐに報告しなかったのは、初めての経験で自信がなかったためだという。
藤川による新彗星発見は、名前の付いたものは菅野・三枝・藤川彗星（C/1983 J1）以来19年ぶり。発見日の朝は、車の音で目が覚めたあと天気を確認すると、薄雲が掛っていたため捜索を諦めかけたが、その日が日曜の朝だったため天候の回復を待って捜索を始めたという。

## 出現
軌道が計算されると、近日点距離は0.19auで2003年1月下旬に太陽の近傍でマイナス等級まで増光することが期待された。2002年12月には、明け方の空で、集光の強い6～7等星として観測された。細く伸びた尾が特徴であった。
近日点を通過した1月下旬から2月上旬には太陽に接近し地上からの観測は途絶えたが、太陽観測衛星SOHOにより尾のある同彗星の姿が撮影された。この頃の光度は、当初予報より大幅に暗い5等級程度にとどまった。2月に彗星は南下し、主に南半球で観測され、4月には14等級まで減光した。